# Richard Luke Concanen

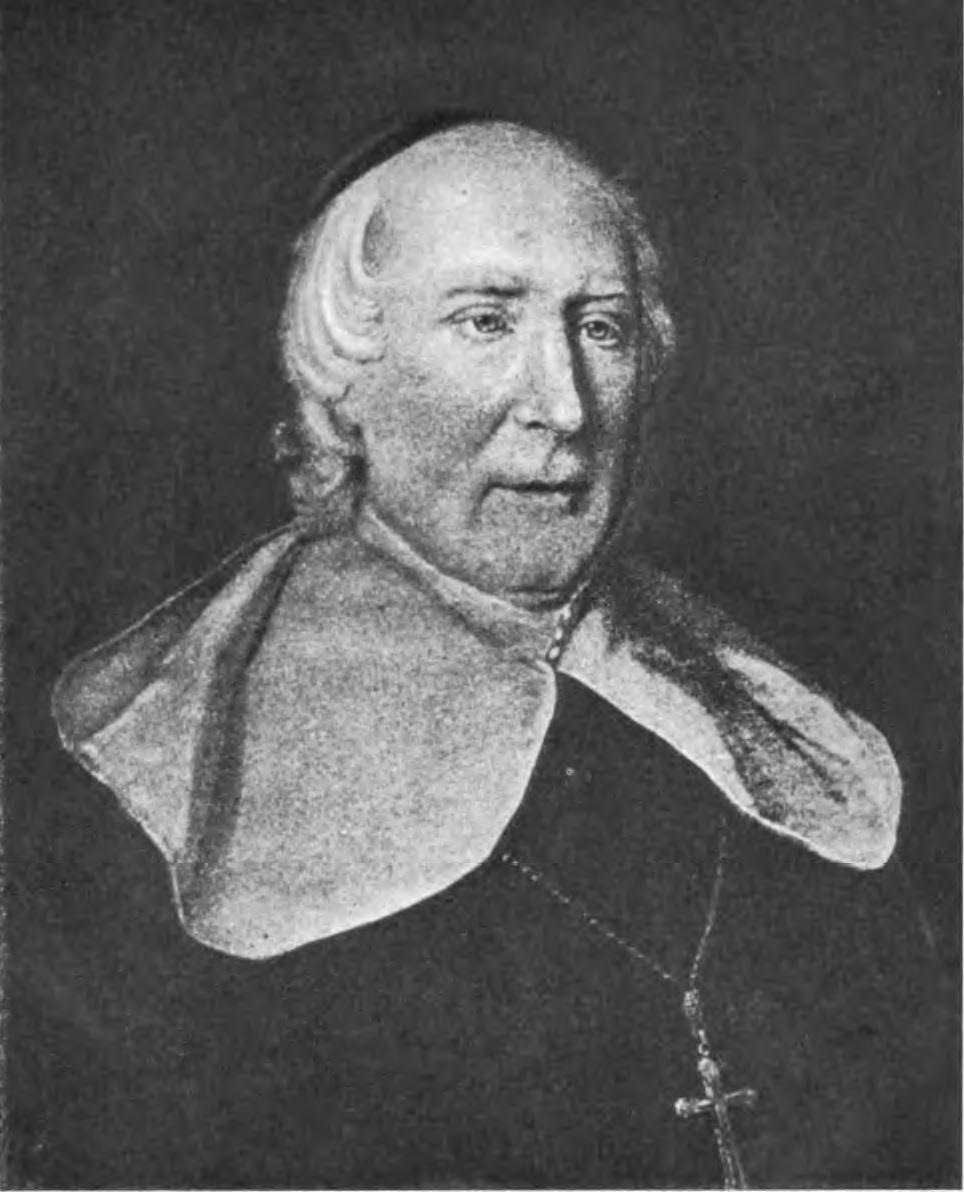
Bischof Richard Luke Concanen OP

Richard Luke Concanen OP (* 27. Dezember 1747 in Kilbegnet, Irland; † 19. Juni 1810 in Neapel, Italien) war ein irischer Geistlicher und erster römisch-katholischer Bischof von New York.

## Leben
Über seine Kindheit in Irland ist wenig bekannt. Im Alter von 17 Jahren trat er 1764 in ein Dominikanerkloster ein. 1765 verließ er sein Kloster in Löwen Richtung Rom, wo er am 22. Dezember 1770 die Priesterweihe empfing und anschließend fast sein ganzes Leben verbrachte und dort für die irische Kirche tätig war. Zweimal (1789 und 1802) lehnte es Concanen ab, selbst ein irisches Bistum anzunehmen. In der „Veto-Frage“ zur Zeit der Emanzipation der irischen und englischen Katholiken stand Concanen auf Seiten derer, die zu verhindern suchten, dass die britische Regierung im Austausch für die volle Emanzipation ein Veto-Recht bei den Bischofsernennungen erhalten sollte. Auch kämpfte er gegen die Bestrebung nationaler Kreise im englischen und irischen Katholizismus, den britischen Staat die Gehälter des katholischen Klerus zahlen zu lassen. Als in New York ein Bistum eingerichtet werden sollte, wurde Concanen von Rom vorgeschlagen. Am 24. April 1808 erhielt er die Bischofsweihe von Michele Di Pietro, dem Kardinalpräfekten der Propaganda Fide. Mitkonsekratoren waren Kurienkardinal Tommaso Arezzo und Erzbischof Benedetto Sinibaldi.
Weil in Europa zu dieser Zeit die Napoleonischen Kriege wüteten, war es ihm unmöglich sein Bistum zu erreichen. Erst im Juni 1810 schien sich eine Gelegenheit zur Überfahrt zu bieten, weshalb Concanen nach Neapel reiste, um sich dort eine Schiffspassage in die USA zu sichern. Am 19. Juni 1810 starb er jedoch völlig überraschend in Neapel und wurde in der Sakristei der Dominikanerkirche San Domenico Maggiore beigesetzt. So war der erste römisch-katholische Bischof von New York nie in seinem Bistum, welches auch nach seinem Tod vier Jahre vakant war. Erst 1814 bekamen die New Yorker Katholiken erneut einen Bischof.